# 拉斯帕洛馬斯 (新墨西哥州)
拉斯帕洛馬斯（英語：Las Palomas）是位於美國新墨西哥州謝拉縣的普查規定居民點。

## 人口
根據2020年美國人口普查的數據，拉斯帕洛馬斯的面積為4.15平方千米，皆為陸地。當地共有人口196人，而人口密度為每平方千米47.23人。